# 拉容
拉容（法語：Lageon，法語發音：[laʒɔ̃]）是法国德塞夫勒省的一个市镇，属于帕尔特奈区。

## 地理
拉容（46°43'53"N, 0°14'5"W）面积14.02 平方千米，位于法国新阿基坦大区德塞夫勒省，该省份为法国西部内陆省份，北起曼恩-卢瓦尔省，西接旺代省，南至夏朗德省和滨海夏朗德省，东临维埃纳省。
与拉容接壤的市镇（或旧市镇、城区）包括：阿马尤、古尔热、卢安、迈松捷、维耶奈。

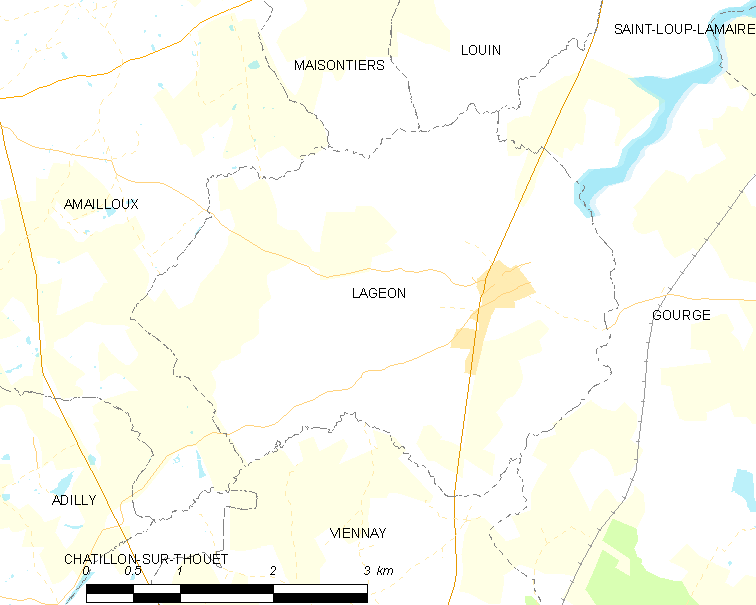
拉容的OSM定位图

拉容的时区为UTC+01:00、UTC+02:00（夏令时）。

## 行政
拉容的邮政编码为79200，INSEE市镇编码为79145。

## 政治
拉容所属的省级选区为帕尔特奈县。

## 人口

1962-2008年间拉容人口变化图示

拉容于2022年1月1日时的人口数量为372人。